# Пам'ятник Святому Миколі (Миколаїв)
Пам'ятник Святому Миколаю — монумент на честь святого заступника міста Святого Миколая Чудотворця; розташований у Каштановому сквері на вулиці Соборній (колишня назва — вулиця Радянська) у Миколаєві. На цьому ж місці тривалий час проводили новорічні заходи та встановлювали головну ялинку міста. Встановлений 17 вересня 2005 року до 215-ї річниці міста, а відкриття відбулося 19 грудня 2005 року у День Святого Миколая.
Автори пам'ятника — скульптор І. Булавицький, архітектори О. Бондар, А. Павлов.
Скульптура Святого Миколая виконана зі світло-сірого граніту з легкою блакиттю з Янцевського родовища Запорізької області (виточена з 15-тонної брили). У лівій руці Миколая — Євангеліє, правою він благословляє всіх мешканців і гостей міста Миколаєва. Інші частини монумента виконано з сірого і чорного граніту. На постаменті записані імена всіх, хто вносив пожертви на створення пам'ятника. Загальна висота монументу становить 5,95 метри, висота постаті — 3,5 метри.